# 大眼鲷囊双吸虫
大眼鲷囊双吸虫（学名：Didymozoon priacanthi）为囊双科囊双吸虫属的动物。在中国大陆，分布于南海、东海等海域，营寄生生活，宿主长尾大眼鲷以及短尾大眼鲷。寄生部位鳃盖内面、假鳃、眼眶。